# ۳۳۱۳ مندل
سیارک ۳۳۱۳ مندل (به انگلیسی: 3313 Mendel، نامگذاری:1980DG) سه هزار و سیصد و سیزدهمین سیارک کشف شده‌است که در ۱۹ فوریه ۱۹۸۰ کشف شد.
قدر مطلق سیارک برابر ۱۲٫۳۰ است.
این سیارک به افتخار گرگور مندل پدر علم ژنتیک نام گذاری شده‌است.